# Lepanthes contingens
Lepanthes contingens är en orkidéart som beskrevs av Carlyle August Luer. Lepanthes contingens ingår i släktet Lepanthes och familjen orkidéer. Inga underarter finns listade i Catalogue of Life.